# Ernst von Born
Ernst Viktor Lorenz von Born (Pernå, 24 de agosto de 1885 – Loviisa, 7 de julho de 1956) foi um advogado e político finlandês, integrante do Parlamento e Ministro do Interior e da Justiça.

## Vida
Ernst von Born era filho de Viktor Magnus von Born, o último marechal da nobreza sueca. Em 1900 mudou-se para Helsinque, onde graduou em direito e exerceu os cargos de advogado, diretor interino e juiz-adjunto. Foi condenado a três meses de prisão por se opor à Lei da Igualdade, que atribuiu direitos civis aos cidadãos russos na Finlândia, o que o tornou uma figura proeminente no combate contra a russianização. De volta a sua cidade natal, elegeu-se presidente do conselho municipal e concorreu como candidato independente nas eleições parlamentares de 1917.
Em janeiro de 1918, foi forçado a fugir para ilhotas do arquipélago da Uusimaa do Leste, de onde retornou para Reval em março. No decorrer do episódio, juntou-se ao batalhão de caça Thesleff, liderado pelo tenente-coronel Wilhelm Thesleff, e participou das operações do batalhão, que terminaram com uma batalha feroz em Abborfors. Tornou-se então assistente jurídico do comandante alemão Rüdiger von der Goltz em Loviisa e, ao mesmo tempo, serviu como chefe de circuito do corpo de proteção local. Em 1918, após o fim da guerra, foi condecorado com duas cruzes da liberdade e uma Cruz de Ferro.
Em 1919, concorreu novamente como candidato nas eleições parlamentares, tendo sido eleito para o Parlamento, pelo qual integrou ininterruptamente até 1954. Ainda em sua carreira política, foi Ministro do Interior durante a segunda gestão de Juho Sunila. Na ocasião, manteve vigorosamente a ordem legal e suprimiu todas as tentativas de excessos arbitrários e extraparlamentares. Por conseguinte, tornou-se um dos principais alvos da extrema-direita e sofreu tentativas malsucedidas de sequestros. Von Born reassumiria o cargo por mais três vezes, com maior destaque na gestão de Risto Ryti, quando fez um discurso de rádio ao povo careliano que estava sendo evacuado de suas fazendas ancestrais em 15 de março de 1940, após um tratado de paz com significativas concessões de terras. Ao fazê-lo, pediu o mesmo senso de sacrifício e solidariedade entre os cidadãos como durante a guerra.
Durante seus últimos anos, von Born raramente participou de discussões políticas. Em maio de 1956, entregou a presidência do Partido Popular Sueco da Finlândia a Lars Erik Taxell e recebeu o primeiro exemplar da medalha Axel Lille. Faleceu em 7 de julho daquele mesmo ano.